# Милицейский (Челябинская область)
Милицейский — упразднённый посёлок в Агаповском районе Челябинской области. На момент упразднения входил в состав Агаповского сельсовета. Исключен из учётных данных в 1983 г.

## География
Располагался в центре района, на правом берегу реки Гумбейка, в 4 км (по прямой) к юго-востоку от села Агаповка.

## История
По всей видимости посёлок возник как населенный пункт при исправительно-трудовом лагере. 
По данным на 1970 год посёлок Милицейский входил в состав Агаповского поссовета и являлся бригадой 1-го отделения совхоза «Агаповский».
Решением Агаповского райисполкома № 134 от 28 февраля 1983 года посёлок Милицейский исключен из учётных данных.

## Население
Согласно результатам переписи 1970 года в посёлке проживало 24 человека.